# (33359) 1999 AD19
1999 AD19 (asteroide 33359) é um asteroide da cintura principal. Possui uma excentricidade de 0.18677280 e uma inclinação de 6.20074º.
Este asteroide foi descoberto no dia 13 de janeiro de 1999 por Spacewatch em Kitt Peak.